# Me!
"Me!"는 미국의 가수 테일러 스위프트의 노래이다. 피쳐링에는 패닉! 앳 더 디스코의 리드 싱어 브렌던 유리가 참여했다. 빌보드 핫 100 2위 곡이다.

## 인증
| 국가                               | 인증        | 판매량/출하량 |
| ---------------------------------- | ----------- | ------------- |
| 오스트레일리아 (ARIA)              | 플래티넘    | 70,000        |
| 오스트리아 (IFPI 오스트리아)       | 골드        | 15,000        |
| 캐나다 (뮤직 캐나다)               | 플래티넘    | 80,000        |
| 중국                               | —           | 123,000       |
| 덴마크 (IFPI Danmark)              | 골드        | 45,000        |
| 뉴질랜드 (RMNZ)                    | 골드        | 15,000        |
| 노르웨이 (IFPI 노르웨이)           | 골드        | 30,000        |
| 포르투갈 (AFP)                     | 골드        | 5,000         |
| 영국 (BPI)                         | 플래티넘    | 600,000       |
| 미국 (RIAA)                        | 2× 플래티넘 | 2,000,000     |
| 판매량+스트리밍을 기반으로 한 인증 |             |               |